# Municipio de Aurelius (Ohio)
El municipio de Aurelius (en inglés: Aurelius Township) es un municipio ubicado en el condado de Washington en el estado estadounidense de Ohio. En el año 2010 tenía una población de 422 habitantes y una densidad poblacional de 11,52 personas por km².

## Geografía
El municipio de Aurelius se encuentra ubicado en las coordenadas 39°36′12″N 81°25′27″O / 39.60333, -81.42417. Según la Oficina del Censo de los Estados Unidos, el municipio tiene una superficie total de 36.63 km², de la cual 36,23 km² corresponden a tierra firme y (1,1 %) 0,4 km² es agua.

## Demografía
Según el censo de 2010, había 422 personas residiendo en el municipio de Aurelius. La densidad de población era de 11,52 hab./km². De los 422 habitantes, el municipio de Aurelius estaba compuesto por el 97,87 % blancos, el 0,24 % eran de otras razas y el 1,9 % eran de una mezcla de razas. Del total de la población el 0,95 % eran hispanos o latinos de cualquier raza.